# Jacques Marie Eugène Godefroy Cavaignac
Jacques Marie Eugène Godefroy Cavaignac (Parigi, 1853 – Flée, 1905) è stato un politico francese.

## Biografia
Figlio del generale Louis Eugène Cavaignac, fu repubblicano ed antimonarchico. Dopo aver partecipato come volontario alla guerra franco-prussiana nel 1870, studiò al Politecnico di Parigi e divenne presto ingegnere.
Eletto al parlamento nel 1882, fu sottosegretario al ministero della guerra nel 1885 durante il gabinetto di Henri Brisson e divenne egli stesso ministro della guerra nel 1895, fino alle dimissioni nel 1898.
Alla sua morte, venne sepolto nel Cimitero di Montmartre a Parigi.

## Discendenza
Era padre di quattro figli, fra i quali lo storico Eugène Cavaignac e Antoinetta Cavaignac, che sposò il generale Charles Mangin.